# Fernand Koekelberg
Fernand Koekelberg (Rozieren, 21 december 1954) is een Belgisch topambtenaar.
Na een opleiding bij de Koninklijke Rijkswachtschool, maakte hij in mei 1988 de overstap naar het kabinet van toenmalig justitieminister Melchior Wathelet. Later was hij jarenlang adviseur aan het kabinet van de minister van Binnenlandse Zaken (eerst bij Antoine Duquesne en later bij Patrick Dewael). Hij wordt beschouwd als een van de architecten van de Belgische politiehervorming.
Van maart 2007 tot maart 2011 was hij commissaris-generaal van de federale politie (Franse taalrol). Fernand Koekelberg kwam meermaals in opspraak. Toen hij in maart 2011 weer in opspraak kwam na een luxueus reisje naar Qatar stapte hij op als commissaris-generaal.
In 2014 werd hij bij de federale politie strategisch en juridisch adviseur voor het Directiecomité. In 2015 werd hij er aangesteld als referentiepersoon tussen de politie en de gewesten.